# Helga Elmqvist-Cau
Helga Elmqvist-Cau, född 16 januari 1902 i Stockholm, död 30 juni 1944 utanför Florens, var en svensk målare, bokillustratör och översättare av Svenska folksagor.
Hon var dotter till skulptören Hugo Elmqvist och konstnären Erna Wichmann samt syster till Idina Elmqvist-Christiansen och konstgjutaren Orvar Elmqvist. Hon var gift med professor Giovanni Cau.

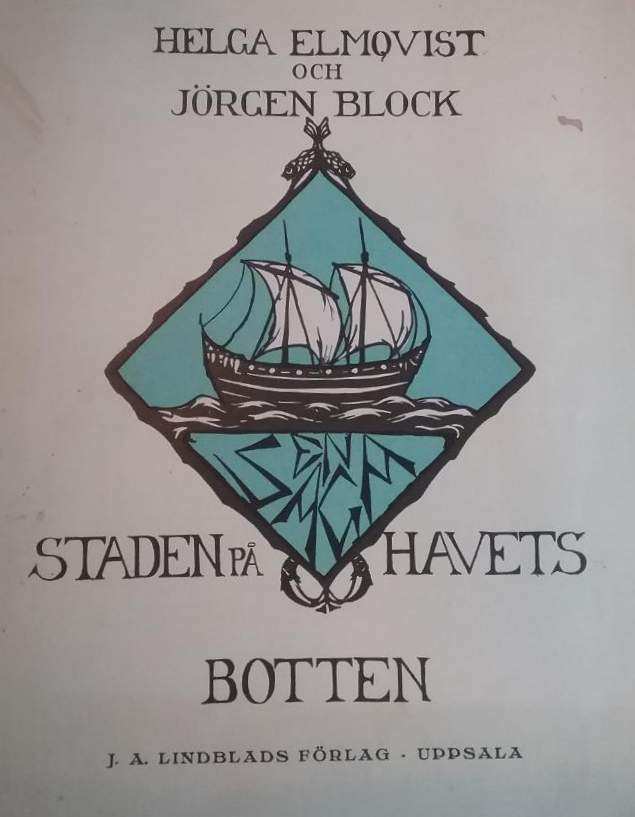
Titelsida till Staden på havets botten illustrerad av Helga Elmqvist-Cau med texter av Severin Schiöler

Bland Elmqvist-Caus bokillustrationer märks Severin Schiöler Staden på havets botten 1927 och illustrationer till ett flertal av hennes mans böcker.
För att undgå striderna under andra världskriget lämnade paret Florens och reste till sitt lantställe i Civitella i Arezzo. Vistelsen var inte helt problemfri eftersom partisanerna misstänkte att Helga var tysk spion, eftersom hon ibland anlitades som tolk. Därefter anklagades paret av tyskarna för att vara partisaner, bland annat på grund av tolkinsatser för partisanerna. Under deras tid i Civitella dödades tre tyska soldater, och som hämnd dödades 244 civila, däribland i Helga Elmqvist-Cau och Giovanni Cau, på order av kapten Heinz Barz från  division Hermann Göring. I mars 1950 påträffades liken efter makarna Cau i ett dike i Fornace Focardi i närheten av Monte San Savino.